# Russell Simpson
Russell McCaskill Simpson (n. 17 iunie 1880, California, SUA – d. 12 decembrie 1959, Woodland Hills⁠(d), California, SUA) a fost un actor de personaj american.

## Biografie
Russell Simpson s-a născut pe 17 iunie 1880 (unele surse indică 1877) în Danville, California⁠(d). A urmat școală gimnazială în districtul Danville din Comitatul Contra Costa, California⁠(d) și a absolvit la 2 iulie 1892. La vârsta de 18 ani, Simpson a devenit căutător de aur în Alaska. A început să participe la cursuri de actorie în Seattle, Washington. S-a căsătorit cu Gertrude Aller din New York pe 19 ianuarie 1910.
A apărut în cel puțin două piese de teatru pe Broadway în perioada 1909-1912 și a debutat în film cu rolul din westernul The Virginian⁠(d) (1914) al regizorului Cecil B. DeMille. În remake-ul din 1923⁠(d), Simpson a fost ales să interpreteze antagonistul.:487
Simpson a lucrat timp de 12 ani în spectacole ambulante, teatru de repertoriu⁠(d) și pe Broadway. Acesta a apărut în numeroase lungmetraje mute, având roluri principale în Out of the Dust⁠(d) (1920):317și The First Auto⁠(d) (1927).
Simpson este cunoscut pentru rolurile din filmele lui John Ford,:69,184 în special pentru interpretarea lui Pa Joad în Fructele mâniei (1940). De asemenea, a fost membru al John Ford Stock Company.:183 A continuat să lucreze până în 1959, anul morții sale. Ultimul său rol a fost în The Horse Soldiers⁠(d), al zecelea film pentru regizorul Ford. Simpson a fost președinte al Overseas Phonograph Accessories Corporation. A murit pe 12 decembrie 1959 în Woodland Hills, California⁠(d). De-a lungul carierei sale, a apărut în peste 500 de filme.